# Rānia (ort i Indien)
Rānia är en ort i Indien.   Den ligger i distriktet Sirsa och delstaten Haryana, i den norra delen av landet, 250 km väster om huvudstaden New Delhi. Rānia ligger 203 meter över havet och antalet invånare är 22 741.
Terrängen runt Rānia är mycket platt. Runt Rānia är det tätbefolkat, med 308 invånare per kvadratkilometer. Närmaste större samhälle är Sirsa, 18,6 km öster om Rānia. Trakten runt Rānia består till största delen av jordbruksmark.